# Blas Cabrera
Blas Cabrera (Paris, 21 de setembro de 1946) é um físico estadunidense.